# Covington (Kentucky)
Covington è una città degli Stati Uniti d'America, capoluogo di contea della Contea di Kenton, nello Stato del Kentucky.
La città è stata fondata nel 1815 e al censimento del 2000 possedeva una popolazione di 43 370 abitanti.